# Suimanga orellut
El suimanga orellut (Aethopyga bella) és un ocell de la família dels nectarínids (Nectariniidae).

## Hàbitat i distribució
Habita boscos i zones de matolls de les terres baixes de les Illes Filipines de Luzon, illes Polillo, Lubang, Mindoro, Ticao, Masbate, illes Calamian, Samar, Leyte, Panay, Negros, Cebu, Dinagat, Siargao, Mindanao i l'arxipèlag de Sulu.